# عقاب مرقطة
عقاب مرقطة (الاسم العلمي: Clanga)، هو جنس يحتوي على العِقْبان المرقطة. اسم الجنس مشتق من اليونانية القديمة klangos، «العقاب».

## الأنواع
| الاسم الشائع     | الاسم العلمي                              | حالة الحفظ حسب الاتحاد الدولي لحفظ الطبيعة | حالة الحفظ حسب الاتحاد الدولي لحفظ الطبيعة | حالة الحفظ حسب الاتحاد الدولي لحفظ الطبيعة | التوزيع | الصورة |
| الاسم الشائع     | الاسم العلمي                              | حالة حفظ                                   | اتجاه                                      | علم الأحياء السكاني                        | التوزيع | الصورة |
| ---------------- | ----------------------------------------- | ------------------------------------------ | ------------------------------------------ | ------------------------------------------ | ------- | ------ |
| عقاب مرقطة كبرى  | Clanga clanga بيتر سيمون بالاس، 1811)     | خد IUCN                                    | ▼                                          | 3,300 - 8,800                              |         |        |
| عقاب مرقطة صغرى  | Clanga pomaria كريستيان لودفيغ بريم، 1831 | غم IUCN                                    |                                            | 40,000 - 60,000                            |         |        |
| عقاب مرقطة هندية | Clanga hastata (رينيه ليسن، 1834)         | خد IUCN                                    | ▼                                          | 2,500 - 9,999                              |         |        |